# Восставшие мертвецы
«Восставшие мертвецы» (англ. Dead Rising: Watchtower) — американский зомби-апокалиптический фильм, режиссёра Зэка Липовски, основанный на популярной видеоигре Dead Rising. Премьера в США состоялась 27 марта 2015 года. В съёмках фильма приняли участие актёры Деннис Хэйсберт, Роб Риггл, Джесси Меткалф и другие.

## Описание
Вспышка зомби-вируса происходит на пункте раздачи "Зомбрекса". Прилегающую часть города закрывают на карантин и готовятся выжечь напалмом. Небольшой группе из репортёра, таинственной женщины с настоящим Зомбрексом и сходящей с ума матери, потерявшей дочь, предстоит адаптироваться в новой среде, и выбраться из карантина.

## В ролях
- Киган Коннор Трейси — Джордан
- Меган Ори — Кристалл О'Рурк
- Вирджиния Мэдсен — Мэгги
- Джесси Меткалф — Чейз Картер
- Алекс Паунович — Логан
- Деннис Хэйсберт — Генерал Лион
- Роб Риггл — Фрэнк Вэст

## Съёмки
Основные съёмки начались 30 сентября 2014 года в Ванкувере (Канада) .